# Aeroportul Sloulin Field
Aeroportul Sloulin Field (IATA: ISN, ICAO: KISN, FAA LID: ISN) este un aeroport din Dakota de Nord, Statele Unite ale Americii ce deservește zona Williston⁠(d). Aeroportul a fost tranzitat în 2017 de 139.604 pasageri.
Situat la o altitudine de 604 m, aeroportul dispune de 2 piste.

## Infrastructură

### Piste
Aeroportul dispune de 2 piste. Pista 02/20 are suprafața de asfalt și dimensiunile 3.453 picioare × 60 picioare. Pista 11/29 are suprafața de asfalt și dimensiunile 6.650 picioare × 100 picioare. 